# گی گروسو
گی گروسو (فرانسوی: Guy Grosso‎; ۱۹ اوت ۱۹۳۳ – ۱۴ فوریهٔ ۲۰۰۱) نویسنده، بازیگر سینما و بازیگر تلویزیون اهل فرانسه بود.
از فیلم‌هایی که وی در آن نقش داشته‌است، می‌توان به ژاندارم سن-تروپه، هالو، محاکمه، خسیس، جنجال بزرگ، دسته ژاندارم‌ها و قارچ اشاره کرد.